# Jotacija
Jotacija (grč. Ιώτα, iota = J, j) glasovna je promjena spajanja nepalatalnog suglasnika c, d, g, h, k, l, n, s, t i z s glasom j, pri čemu se u riječima tvore palatalni suglasnici č, đ, ž, š, lj, nj i ć.

## Primjeri jotacije
- c + j = č

klicati – kličem, micati – mičem
- d + j = đ

mlad – mlađi
- g + j = ž

blag – blaži; slagati – slažem
- h + j = š

suh – suši; mahati – mašem
- k + j = č

jak – jači; vikati – vičem
- l + j = lj

dalek – dalji
- n + j = nj

tanak – tanji
- s + j = š

pisati – pišem
- t + j = ć

platiti – plaćen
- z + j = ž

brz – brži; mazati – mažem
Jotacija djeluje na cijeli završni suglasnički skup, npr:
gust – gušći
grozd – grožđe
drhtati – dršćem

## Epenteza
Epenteza je pojava kad se između usnenih suglasnika b, m, p i zubno usnenog suglasnika v te palatala j umetne suglasnik l, koji s glasom j daje lj. Smatra se jotacijom, a taj se glas l naziva epentetsko l.
glup – gluplji, grob – groblje, zdrav – zdravlje, hramati – hramljem, pretpostaviti – pretpostavljam